# Вілтруд Пробст
Вілтруд Пробст (нім. Wiltrud Probst, нар. 29 травня 1969, Нюрнберг) — колишня німецька тенісистка.
Здобула два одиночні титули туру WTA.
Найвищу одиночну позицію світового рейтингу — 31 місце досягнула 4 лютого 1991, парну — 32 місце — 8 січня 1996 року.
Завершила кар'єру 1999 року.

## Фінали Туру WTA
| Турнір ( W–R )          | Одиночний розряд | Парний розряд |
| ----------------------- | ---------------- | ------------- |
| Турніри Великого шолома | 0–0              | 0–0           |
| WTA Championships       | 0–0              | 0–0           |
| Tier I                  | 0–0              | 0–0           |
| Tier II                 | 0–0              | 0–0           |
| Tier III                | 0–0              | 0–2           |
| Tier IV                 | 2–0              | 1–0           |

| Покриття ( W–R ) | Одиночний розряд | Парний розряд |
| ---------------- | ---------------- | ------------- |
| Тверде           | 1–0              | 0–0           |
| Ґрунт            | 1–0              | 0–5           |
| Трава            | 0–0              | 0–0           |
| Килим            | 0–0              | 0–1           |

### Одиночний розряд (2–0)
| Результат | Ранг | Дата | Турнір                    | Покриття | Опонент      | Рахунок       |
| --------- | ---- | ---- | ------------------------- | -------- | ------------ | ------------- |
| Поразка   | 1.   | 1990 | Wellington, Нова Зеландія | Тверде   | Лейла Месхі  | 1–6, 6–4, 6–0 |
| Поразка   | 2.   | 1992 | Waregem, Бельгія          | Ґрунт    | Мейке Бабель | 6–2, 6–3      |

### Парний розряд (0–7)
| Результат | Ранг | Дата | Турнір                    | Покриття | Партнер          | Опоненти                              | Рахунок       |
| --------- | ---- | ---- | ------------------------- | -------- | ---------------- | ------------------------------------- | ------------- |
| Поразка   | 1.   | 1986 | Афіни, Греція             | Ґрунт    | Зілке Маєр       | Ізабель Куето Аранча Санчес Вікаріо   | 6–4, 2–6, 4–6 |
| Поразка   | 2.   | 1990 | Скенектаді, New York, USA | Тверде   | Лінда Феррандо   | Алісія Мей Міягі Нана                 | 4–6, 7–5, 3–6 |
| Поразка   | 3.   | 1992 | Кіцбюель, Австрія         | Ґрунт    | Аманда Кетцер    | Флоренсія Лабат Алексія Дешом-Баллере | 3–6, 3–6      |
| Поразка   | 4.   | 1993 | Ессен, Німеччина          | Тверде   | Крістіна Сінгер  | Аранча Санчес Вікаріо Гелена Сукова   | 2–6, 2–6      |
| Поразка   | 5.   | 1995 | Х'юстон, Texas, USA       | Ґрунт    | Рене Сімпсон     | Ніколь Арендт Манон Боллеграф         | 4–6, 2–6      |
| Поразка   | 6.   | 1995 | Maria Lankowitz, Австрія  | Ґрунт    | Александра Фусаї | Сільвія Фаріна-Елія Андреа Темешварі  | 2–6, 2–6      |
| Поразка   | 7.   | 1997 | Maria Lankowitz, Австрія  | Ґрунт    | Радка Бобкова    | Ева Меліхарова Гелена Вілдова         | 2–6, 2–6      |

## Фінали ITF

### Одиночний розряд (0–5)
| Легенда         |
| --------------- |
| Турніри $50,000 |
| Турніри $25,000 |
| Турніри $10,000 |

| Результат | Ранг | Дата           | Турнір                      | Покриття | Опонент           | Рахунок       |
| --------- | ---- | -------------- | --------------------------- | -------- | ----------------- | ------------- |
| Поразка   | 1.   | 7 квітня 1986  | Казерта, Італія             | Ґрунт    | Жизеле Міро       | 3–6, 6–2, 3–6 |
| Поразка   | 2.   | 21 квітня 1986 | Таранто, Італія             | Ґрунт    | Патрісія Тарабіні | 2–6, 1–6      |
| Поразка   | 3.   | 13 липня 1987  | Ерланген, Західна Німеччина | Ґрунт    | Жулі Алар-Декюжі  | 6–4, 4–6, 2–6 |
| Поразка   | 4.   | 16 липня 1989  | Ерланген, Західна Німеччина | Ґрунт    | Елена Пампулова   | 1–6, 6–2, 3–6 |
| Поразка   | 5.   | 14 жовтня 1996 | Кардіфф, Велика Британія    | Тверде   | Анн-Гель Сідо     | 1–6, 5–7      |

### Парний розряд (1–4)
| Результат | Ранг | Дата              | Турнір                      | Покриття | Партнер                | Опоненти                             | Рахунок       |
| --------- | ---- | ----------------- | --------------------------- | -------- | ---------------------- | ------------------------------------ | ------------- |
| Поразка   | 1.   | 28 жовтня 1985    | Пітерборо, Велика Британія  | Тверде   | Клаудія Порвік         | Регіна Райхртова Яна Новотна         | 7–5, 3–6, 4–6 |
| Поразка   | 2.   | 11 листопада 1985 | Квінз, Велика Британія      | Тверде   | Клаудія Порвік         | Christina Singer-Bath Petra Tesarová | 7–5, 4–6, 3–6 |
| Поразка   | 3.   | 31 березня 1986   | Барі, Італія                | Ґрунт    | Белінда Борнео         | Нанетте Шутте Маріанне ван дер Торре | 6–4, 6–7, 3–6 |
| Runner–up | 4.   | 7 квітня 1986     | Казерта, Італія             | Ґрунт    | Маріанне ван дер Торре | Беттіна Фулько Gisele Miro           | 3–6, 3–6      |
| Перемога  | 5.   | 10 липня 1989     | Ерланген, Західна Німеччина | Ґрунт    | Андреа Бецнер          | Інгелісе Дрігейс Дженніфер Ф'юкс     | 6–2, 6–3      |